# 巴斯科怪兽
巴斯科怪兽（英语：Beast of Busco），是一种据传生存于美国印第安纳州楚鲁巴斯科（Churubusco）富尔克湖的神秘生物。目击者们通常将其描述为400~600磅重的巨型鳄龟，在1949年，曾有过一系列抓捕巴斯寇巨龟的行动。

## 目击
1898年，农场主Oscar Fulk 宣称在他农场附近湖中有着一只巨龟。
1948年7月，目击者Ora Blue和Charley Wilson宣称在富尔克湖 （Fulk Lake）目击到一只巨大的乌龟。